# Вердер (жіночий футбольний клуб)
«Вердер» (нім. Werder Bremen) — німецький жіночий футбольний клуб з Бремена, частина системи футбольного клубу «Вердер».

## Історія
Поточна жіноча команда бременського «Вердера» була заснована 9 лютого 2007 року. На початку 1970-х у «Вердері» існував відділ жіночої команди, який в 1974 році взяла участь у фінальному раунді чемпіонату Німеччини, проте пізніше команда була розформована через брак місця на базі основної команди. Згодом клуб неодноразово відмовлявся від ідеї відновлення жіночого відділу через вищевказану причину, але в 2006 році футбольна асоціація Бремена ухвалила рішення про необхідність розвитку жіночого футболу в місті і федеральній землі Нижня Саксонія.
У 2007 році жіночий клуб «Вердер» був включений у Бремен-Лігу. Одночасно з ним була створена і жіноча молодіжна команда. Обидві вони були сформовані з найсильніших представниць бременського футболу. Відповідальною за жіночий футбольний відділ була призначена Бірте Брюггеманн. Тренером був призначений Франк Шваленберг, який до того моменту вигравав з «Франкфуртом» жіночу Бундеслігу. На той момент команди базувалися на території Бременського університету. За кілька років (з 2007 по 2010) «Вердер» зумів піднятися з Вербандсліги у другу Бундеслігу «Північ».
За місце в команді боролися близько 300 спортсменок, і 8 травня 2007 року доросла і молодіжна команди були представлені пресі. У підсумковому складі серед інших виявилися Брітта і Лара Мельманн і Ева-Марлен Вотава — дочки колишніх гравців «Вердера» Бенно Мельманна і Мирослава Вотави відповідно. У першому сезоні свого існування команда, не зазнавши жодної поразки, не пропустивши жодного м'яча і забивши в 20 матчах 162 гола вийшла з Бремен-Ліги в північну Регіоналлігу. У стикових матчах вона пройшла команди «Ніндорфер» (Гамбург) (з рахунком 2:1) і «Ратцебургер» (1:1), оскільки в останній грі кругового турніру «Ратцебургер» обіграв «Ніндорфер».
У сезоні 2008/09 Регіоналліги «Вердер» боровся за верхню сходинку турнірної таблиці з клубом «Клоппенбург» і виграв у останнього одне очко за підсумками чемпіонату. У цьому ж сезоні відбувся дебют команди в Кубку Німеччини. У першому раунді «Вердер» обіграв клуб «Блау-Вайсс» (Гоен-Ноєндорф) (2:1), але поступився у другому раунді «ФКР 2001 Дуйсбург» з рахунком 1:10. З сезону 2008/09 почала своє існування і друга жіноча команда. За прикладом чоловічої вона створена для розвитку молоді та виступає у нижчих дивізіонах.
У сезоні 2009/10 «Вердер» стартував у другій Бундеслізі «Північ», в якій з 2010 по 2013 роки займав п'яті місця. У сезоні 2013/14 жіночий склад «Вердера» став третім, а 2015 року зайняв друге місце та вперше в історії вийшов до Бундесліги. Там клуб зайняв передостаннє 11 місце і змушений був вилетіти назад.
У сезоні 2016/17 клуб зайняв 1 місце і знову вийшов до елітного дивізіону. Цього разу у дебютному сезоні їй вдалось зайняти 10 місце і врятуватись, але наступного команда знову стала одинадцятою і понизилась у класі.

## Статистика
| Сезон                                                                | Ліга                | Місце | В  | Н | П  | РГ    | О  | Кубок              |
| -------------------------------------------------------------------- | ------------------- | ----- | -- | - | -- | ----- | -- | ------------------ |
| 2007/08                                                              | Вербандсліга Бремен | 1.    | 20 | 0 | 0  | 162:0 | 60 | не кваліфікувались |
| 2008/09                                                              | Регіоналліга Північ | 1.    | 16 | 4 | 2  | 76:23 | 52 | 2 раунд            |
| 2009/10                                                              | 2 Бундесліга Північ | 7.    | 8  | 5 | 9  | 29:37 | 29 | 1/8 фіналу         |
| 2010/11                                                              | 2 Бундесліга Північ | 5.    | 11 | 3 | 8  | 43:36 | 36 | 2 раунд            |
| 2011/12                                                              | 2 Бундесліга Північ | 5.    | 9  | 4 | 9  | 38:37 | 31 | 1/8 фіналу         |
| 2012/13                                                              | 2 Бундесліга Північ | 5.    | 13 | 3 | 6  | 54:32 | 42 | 1/8 фіналу         |
| 2013/14                                                              | 2 Бундесліга Північ | 3.    | 11 | 1 | 10 | 60:38 | 34 | Чвертьфінал        |
| 2014/15                                                              | 2 Бундесліга Північ | 2.    | 16 | 1 | 5  | 71:25 | 49 | 2 раунд            |
| 2015/16                                                              | Бундесліга          | 11.   | 3  | 4 | 15 | 17:53 | 13 | Чвертьфінал        |
| 2016/17                                                              | 2 Бундесліга Північ | 1.    | 19 | 2 | 1  | 96:19 | 59 | Чвертьфінал        |
| 2017/18                                                              | Бундесліга          | 10.   | 3  | 5 | 14 | 26:59 | 14 | 1/8 фіналу         |
| 2018/19                                                              | Бундесліга          | 11.   | 4  | 4 | 14 | 23:48 | 16 | 1/8 фіналу         |
| Підвищення у класі виділені зеленим кольором, а пониження — рожевим. |                     |       |    |   |    |       |    |                    |